# Quickstep
Quickstep spada u klasične, tj. standardne plesove. Sastoji se od izmjeničnih brzih (quick) i sporih (slow) koraka. Na razini sportskih natjecanja, pleše se kao zadnji ples, osim u kategorijama D1 i D2. Zajedno sa Slowfoxom se ubraja u Foxtrot s tim da je Quickstep brzi Foxtrot. 
Za razliku od ostalih standardnih plesova, Quickstep je razdragan, živahan i veseo ples. Plesne figure Quickstepa ponekad mogu biti interesantne za gledanje posebno zbog karakterističnih poskoka i skakutanja tijekom plesa. 

## Ritam
Quickstep ima sličan, može se reći čak i isti, način brojanja ritma kao i Slowfox koji se može brojiti na tipičan način (Slow - Quick - Quick, na hrvatskom Sporo - Brzo - Brzo), a može i numerički (1, 2, 3, 4) s tim da je Slow (Sporo) duži, što znači da traje dva udarca dok svaki Quick (Brzo) traje jedan udarac. 

- Slow (sporo)  = 1, 2
- Quick (brzo) = 3
- Quick (brzo) = 4

Međutim, glazba Quickstepa je puno brža nego ona na koju se pleše Slowfox, stoga iako se broje na jednak način, interpretacija je drugačija. 